# 울산문화재연구원
울산문화재연구원은 문화재 조사․연구․보호, 보존관리 및 그 활용을 통해 민족문화를 전승․보급하고 창조적으로 개발하기 위하여 2006년 7월 24일 설립된 문화체육관광부 소관의 재단법인이다. 사무실은 울산광역시 울주군 언양읍 대암둔기로 29에 있다.

## 주요 사업
- 문화재의 보호·보존활동
- 문화재 연구 활동
- 문화재 현황조사
- 문화재 발굴조사
- 문화재 관련 교육활동